# Allinge-Sandvig
Allinge-Sandvig è un centro abitato situato sull'isola danese di Bornholm, nel mar Baltico.
La cittadina è composta dall'unione delle due località di Allinge e Sandvig, originariamente due piccoli porti che con l'espansione della popolazione si sono uniti in un unico centro abitato.
Il centro abitato è situato sull'estremo settentrionale dell'isola, all'interno di un'area protetta di circa 25 km².
Nei pressi della cittadina si trovano le rovine della fortezza di Hammershus risalente al XIII secolo, costruita su un pianoro alto 74 m s.l.m. e circondata da un'imponente cinta muraria. Nel XVI secolo fu residenza del governatore inviato dalla città di Lubecca per conto della Lega Anseatica e venne distrutta nel 1624.
Poco a sud si trova la località di Gudhjem, pittoresco borgo di pescatori.

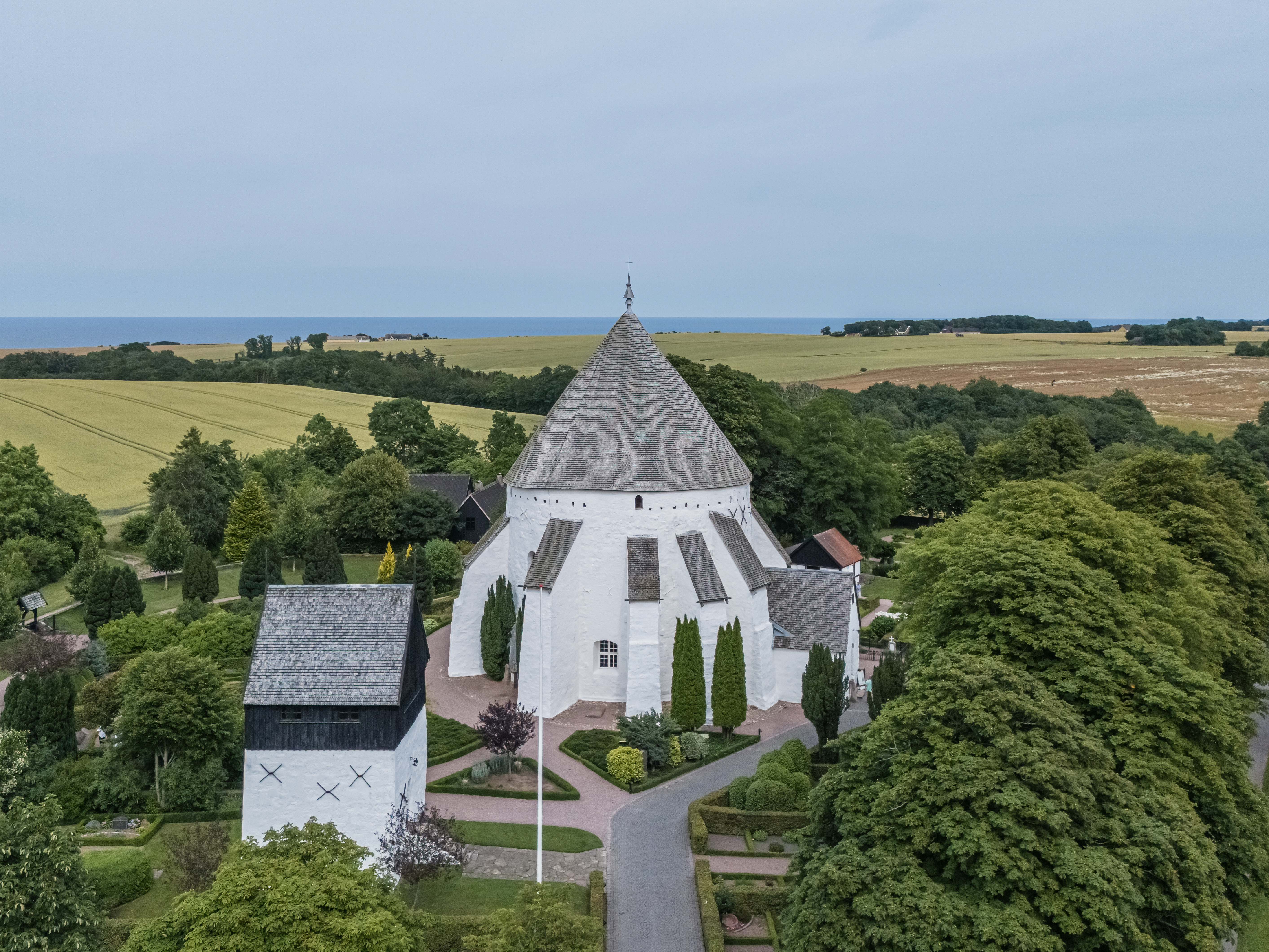
La Østerlarskirke, una delle chiese rotonde tipiche dell'isola di Bornholm

A sud di Allinge si trova la Olskirke, chiesa a pianta rotonda del XII secolo restaurata negli anni cinquanta mentre nei pressi di Gundhjem si trova la cosiddetta Østerlarskirke (Skt. Laurentius Kirke) risalente all'XI secolo, una chiesa fortificata a tre piani.